# Ergül Avcı
Ergül Avcı, coniugata Eroğlu (Bursa, 24 luglio 1987), è una pallavolista turca, centrale del Fenerbahçe.

## Carriera

### Club
La carriera di Ergül Avcı inizia nella stagione 2003-04, quando fa il suo debutto in Voleybol 1. Ligi, vestendo la maglia dello Yeşilyurt, club col quale gioca per ben cinque stagioni. Viene ingaggiata dal Fenerbahçe nella stagione 2008-09, vincendo lo scudetto. Dopo un campionato al Nilüfer, torna a giocare col Fenerbahçe nel campionato 2010-11, aggiudicandosi la Supercoppa turca, la Coppa del Mondo per club e lo scudetto; con la nazionale vince la medaglia d'argento alla European League 2011.
Nella stagione 2011-12 viene ingaggiata dal VakıfBank GS, club nel quale resta a giocare anche nella stagione seguente, dopo aver cambiato denominazione in VakıfBank, e col quale si aggiudica la Coppa di Turchia e la Champions League 2012-13, oltre al terzo scudetto della sua carriera. Dopo una parentesi di un solo campionato al Galatasaray, nella stagione 2014-15 viene ingaggiata dall'İdman Ocağı. Nel campionato 2015-16 ritorna per la seconda volta al Fenerbahçe, restandovi per due annate e vincendo nel corso della seconda la Coppa di Turchia e lo scudetto.
Nel campionato 2017-18 approda al Bursa BB, mentre nel campionato seguente difende i colori del Beylikdüzü Vİ. Per la stagione 2019-20 viene ingaggiata dall'Eczacıbaşı, conquistando la Supercoppa turca, mentre nella stagione seguente ritorna al Galatasaray. Dopo un'annata con l'Aydın BB, nel campionato 2022-23 fa ritorno al Fenerbahçe, conquistando una Supercoppa turca, due scudetti e una Coppa di Turchia.

### Nazionale
Riceve le prime convocazioni nella nazionale turca, con la quale debutta in occasione del World Grand Prix 2008. Negli anni seguenti vince la medaglia d'argento alla European League 2011, quella di bronzo al World Grand Prix 2012 e un altro argento ai XVII Giochi del Mediterraneo.

## Palmarès

### Club
- Campionato turco: 6

2008-09, 2010-11, 2012-13, 2016-17, 2022-23, 2023-24
- Coppa di Turchia: 3

2012-13, 2016-17, 2023-24
- Supercoppa turca: 3

2010, 2019, 2022
- Champions League: 1

2012-13
- Campionato mondiale per club: 1

2010

### Nazionale (competizioni minori)
- European League 2011
- Giochi del Mediterraneo 2013